# Siegfried Becher
Siegfried Becher, född 28 februari 1806 i Plan, Böhmen, död 4 mars 1873 i Wien, var en österrikisk statistiker och nationalekonom.
Becher blev 1835 professor i historia och geografi vid Polytekniska institutet i Wien och 1848 generalsekreterare i den nyupprättade handelsministären. På grund av beskyllningar om revolutionära sympatier tvingades han att under reaktionsåret 1852 lämna den österrikiska statens tjänst. 
Becher sysselsatte sig därefter med författarskap och olyckliga finansspekulationer. Han grundlade sitt rykte med det på arkivforskning stödda arbetet Das österreichische Münzwesen von 1524 bis 1838 in historischer, statistischer und legislativer Hinsicht  (två band, 1838) och befäste ytterligare sitt anseende genom en mängd statistiska arbeten.